# شیوکیوربیلی
شیوکیوربیلی (به ارمنی: Շյուքյուրբեյլի) یک منطقهٔ مسکونی در جمهوری آرتساخ است که در استان هادروت واقع شده‌است.